# Yórgos Tróntzos
Yeóryios « Yórgos » Tróntzos (grec moderne : Γεώργιος «Γιώργος» Τρόντζος), né le 16 février 1942, à Véria, en Grèce, est un ancien joueur et entraîneur de basket-ball grec. Il évolue au poste de pivot.

## Palmarès
Joueur
- Champion de Grèce 1964, 1965, 1966, 1968, 1970
- Coupe des coupes 1968
- 3e des Jeux méditerranéens de 1971